# ソユーズTMA-19M
ソユーズTMA-19Mは国際宇宙ステーションに第46次長期滞在クルーを送り届けるために2015年12月15日にバイコヌール宇宙基地から打ち上げられた有人宇宙船で、1967年の初打ち上げ以来128機目のソユーズ宇宙船である。ロシア人コマンダーとアメリカ人およびイギリス人のフライトエンジニアの計3名が搭乗した。2016年6月18日に地球に帰還した。

## クルー
| 地位                 | メンバー                                                           | メンバー                                                           |
| -------------------- | ------------------------------------------------------------------ | ------------------------------------------------------------------ |
| コマンダー           | ユーリ・マレンチェンコ, RSA 第46次長期滞在 最後かつ6回目の宇宙飛行 | ユーリ・マレンチェンコ, RSA 第46次長期滞在 最後かつ6回目の宇宙飛行 |
| フライトエンジニア 1 | ティモシー・コプラ, NASA 第46次長期滞在 最後かつ2回目の宇宙飛行    | ティモシー・コプラ, NASA 第46次長期滞在 最後かつ2回目の宇宙飛行    |
| フライトエンジニア 2 | ティモシー・ピーク, ESA 第46次長期滞在 1回目の宇宙飛行             | ティモシー・ピーク, ESA 第46次長期滞在 1回目の宇宙飛行             |

### バックアップクルー
| 地位                 | メンバー                      | メンバー                      |
| -------------------- | ----------------------------- | ----------------------------- |
| コマンダー           | アナトーリ・イヴァニシン, RSA | アナトーリ・イヴァニシン, RSA |
| フライトエンジニア 1 | キャサリーン・ルビンズ, NASA  | キャサリーン・ルビンズ, NASA  |
| フライトエンジニア 2 | 大西卓哉, JAXA                | 大西卓哉, JAXA                |

## 経過

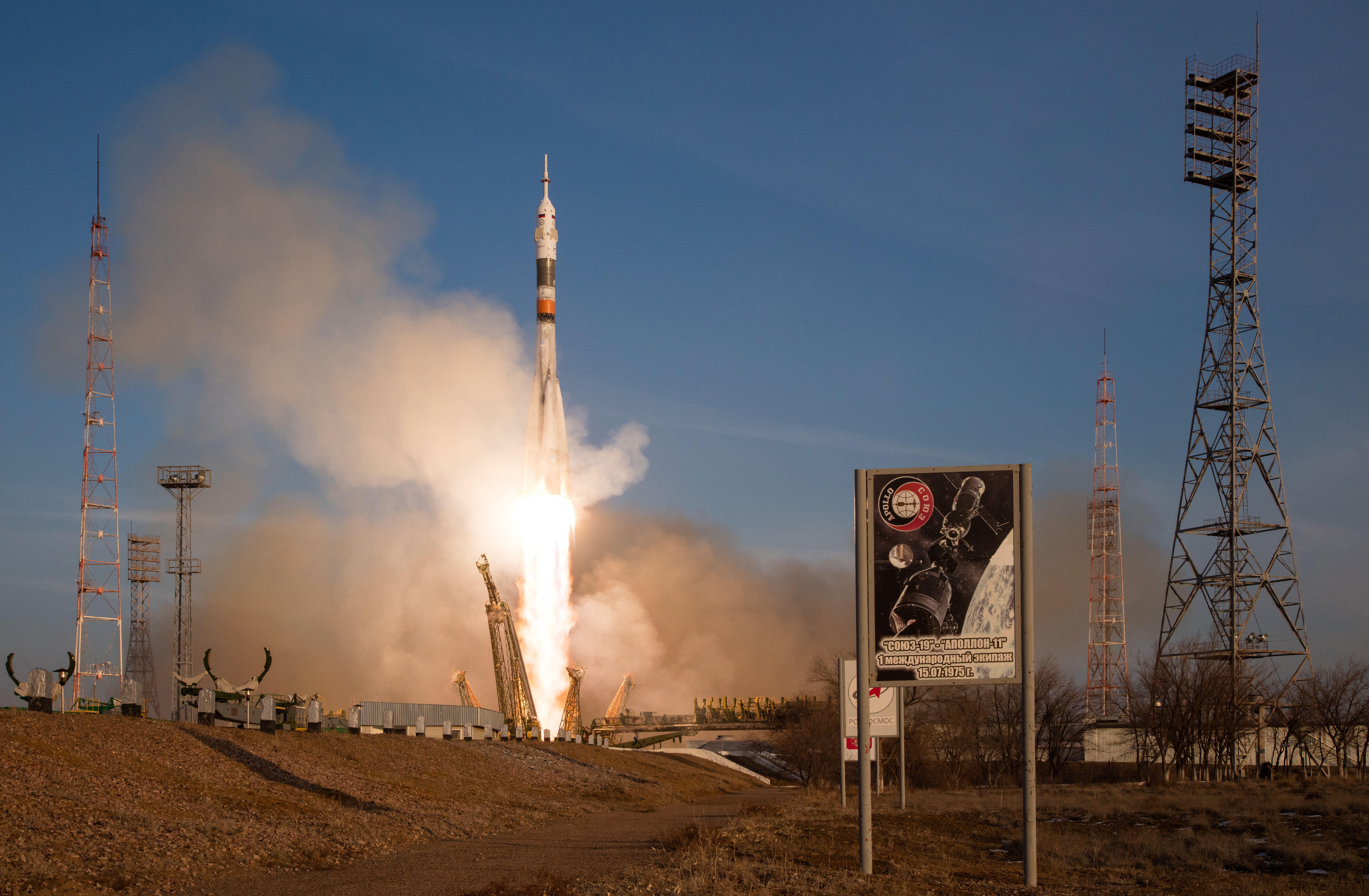
ソユーズTMA-19Mの打ち上げ (2015年12月15日)

ソユーズTMA-19Mはカザフスタンのバイコヌール宇宙基地からソユーズFGロケットで2015年11月15日 11:03:09 UTCに打ち上げられた。打ち上げから約9分後に地球低軌道に到達し、地球を4周回したのち国際宇宙ステーションに接近した。ドッキング誘導システムであるクルスが正常に動作しなかったため、ユーリ・マレンチェンコが手動でドッキング操作を行うことになった。このため、国際宇宙ステーションへのドッキングは予定より10分遅れの同日17:33:29 UTCとなった。クルーは19:58 UTCに国際宇宙ステーションに移乗した。
ソユーズTMA-19Mは186日に渡って国際宇宙ステーションに係留された後、2016年6月18日 5:52 UTCにドッキング解除され、同日9:15 UTCにカザフスタンのジェズカズガン南東に着陸した。